# Biotoecus
Biotoecus is een geslacht van straalvinnige vissen uit de familie van de cichliden (Cichlidae).

## Soorten
- Biotoecus dicentrarchus Kullander, 1989
- Biotoecus opercularis (Steindachner, 1875)